# Provincia Ayutthaya
Phra Nakhon Si Ayutthaya, sau simplu Ayutthaya (în thailandeză พระนครศรีอยุธยา) este o provincie (changwat) din Thailanda. Situată în regiunea de Centru, provincia Ayutthaya are în componența sa 16 districte (amphoe), 209 de sub-districte (tambon) și 1328 de sate (muban). 
Cu o populație de 769.971 de locuitori și o suprafață totală de 2.556,6 km2, Ayutthaya este a 31-a provincie din Thailanda ca mărime după numărul populației și a 62-a după mărimea suprafeței.

## Clima
| Date climatice pentru Ayutthaya       | Date climatice pentru Ayutthaya | Date climatice pentru Ayutthaya | Date climatice pentru Ayutthaya | Date climatice pentru Ayutthaya | Date climatice pentru Ayutthaya | Date climatice pentru Ayutthaya | Date climatice pentru Ayutthaya | Date climatice pentru Ayutthaya | Date climatice pentru Ayutthaya | Date climatice pentru Ayutthaya | Date climatice pentru Ayutthaya | Date climatice pentru Ayutthaya | Date climatice pentru Ayutthaya |
| Luna                                  | Ian                             | Feb                             | Mar                             | Apr                             | Mai                             | Iun                             | Iul                             | Aug                             | Sep                             | Oct                             | Nov                             | Dec                             | Anual                           |
| ------------------------------------- | ------------------------------- | ------------------------------- | ------------------------------- | ------------------------------- | ------------------------------- | ------------------------------- | ------------------------------- | ------------------------------- | ------------------------------- | ------------------------------- | ------------------------------- | ------------------------------- | ------------------------------- |
| Maxima medie °C (°F)                  | 31.0 (87,8)                     | 33.3 (91,9)                     | 35.4 (95,7)                     | 35.9 (96,6)                     | 34.3 (93,7)                     | 32.6 (90,7)                     | 32.0 (89,6)                     | 31.4 (88,5)                     | 31.3 (88,3)                     | 31.3 (88,3)                     | 30.7 (87,3)                     | 30.0 (86)                       | 32,4 (90,3)                     |
| Minima medie °C (°F)                  | 17.0 (62,6)                     | 19.4 (66,9)                     | 22.3 (72,1)                     | 24.3 (75,7)                     | 24.5 (76,1)                     | 24.3 (75,7)                     | 24.0 (75,2)                     | 23.8 (74,8)                     | 23.5 (74,3)                     | 22.5 (72,5)                     | 20.0 (68)                       | 17.4 (63,3)                     | 21,9 (71,4)                     |
| Ploaie mm (inches)                    | 2.4 (0.094)                     | 18.8 (0.74)                     | 43.5 (1.713)                    | 67.9 (2.673)                    | 208.0 (8.189)                   | 223.0 (8.78)                    | 180.8 (7.118)                   | 260.0 (10.236)                  | 213.9 (8.421)                   | 167.6 (6.598)                   | 37.1 (1.461)                    | 0.8 (0.031)                     | 1.423,8 (56,055)                |
| Nr. mediu de zile ploioase            | 0                               | 1                               | 4                               | 6                               | 15                              | 16                              | 17                              | 19                              | 17                              | 12                              | 3                               | 1                               | 111                             |
| Sursă: Thai Meteorological Department |                                 |                                 |                                 |                                 |                                 |                                 |                                 |                                 |                                 |                                 |                                 |                                 |                                 |